# 一中兩國
一個中國，兩個中國人國家（英語：One China, two states），簡稱一中兩國。1998年2月22日，新黨的「十人小組」連署提出海峽兩岸關係政治性論述，但被當時眾多統派人士反對，這段歷史也被稱為新黨內部的路線爭議。

## 連署者
十人小組成員為：
- 時任第3屆中華民國國民大會代表，共4位
  - 曲兆祥[3]
  - 李炳南[3]
  - 李新[3]
  - 紀欣[3]
- 時任第3屆中華民國立法委員，共4位
  - 姚立明[3][5]
  - 郝龍斌[3]
  - 朱惠良[3]
  - 賴來焜[3]
- 時任第7屆臺北市議員，共2位
  - 費鴻泰[3]
  - 鄧家基[3]

## 反對者
- 李慶華[6]
- 許歷農[6]
- 傅崐成[6]
- 趙少康[6]
- 周陽山[6]
- 郝柏村[6][7]
- 新同盟會[4]

## 論述內容
|                                          | 何謂「一中兩國」？簡單的說，就是「一個中國，兩個中國人國家」。這個概念代表主權仍是屬於全體中國人，中國仍未完全分裂，中華民國與中華人民共和國各在其現有領域內享有完整的主權與統治權。而「一中兩國」概念的實踐就是海峽兩岸均以完整法人的人格簽訂一個類似兩德於1972年所簽署的「基礎條約」的法律文件。確立中華民國與中華人民共和國永不分裂中國的決心，並且追求未來統一或一個國家的意願。如此一來，中華民國與中華人民共和國這兩個對等的國家各自擁有自己的主權、領土及人民，在對外關係上是兩個主權獨立的國家，而在對內關係上則是兩個主權平等的「兄弟國」。 其實，海峽兩岸的現狀，本來就是「一中兩國」的狀態，只不過這種關係是以模糊的方式存在，而不是一種法律關係。而一旦透過具法律性質的條約確立這種法律關係，則模糊現狀即可維持，同時也保障了國家未來統一的契機。總之，我們認為「一中兩國」是維持現狀追求統一的唯一途徑，它具有一定的可操作性，也具有實現性，更具有前瞻性。 |
| ——曲兆祥等，《海峽評論》一中兩國政策說明 | |

## 後續反應
- 1998年2月，姚立明解釋：「一中兩國的"一中"就是防獨，"兩國"則是避統，具有各取所需的優點」。[8]
  - 中國國民黨魏鏞表示：「一中兩國概念中的"一中"未見得說得清楚，"兩國"卻是極為凸顯的主張，到後來無論如何辯解，很難逃脫兩個中國、分割主權，甚至一中一台的命運」。[8]
  - 新黨周陽山表示：「批駁"一中兩國"的說法，否認其代表新黨的立場，因這與該黨堅持中華民國《憲法》的立場違背。強調新黨主張統一的立場不變，儘管兩岸治權分治，但主權絕不容分割。新黨對兩岸主權的看法為"一個中國多元體制，一個主權"，唯有肯定"一個主權，兩岸共享原則"才能解決兩岸的基本問題」。[4]
- 1998年6月，統派學者巨克毅在《國立中興大學人文社會學報》表示：「從現實政治運作上而言，是存在著兩個中國，但從法理層面而言，一個中國則是不可分割的。兩岸未來必須經過談判結合為一體，故在此原則下，冒然提一中兩國，雖可獲得短暫性的掌聲，但終究無法兼顧兩岸法理性思維的考驗」。[8]
- 1999年7月，時任中華民國第9任總統李登輝提出特殊國與國關係。同年，郝龍斌的父親郝柏村接受中時電子報專訪批評：「李登輝的兩國論有點像以前新黨幾個糊塗蛋提的一中兩國論，但兩岸關係其實是一國兩中，而非一中兩國，類似說法，中共很難接受」。[7]
- 2014年8月，新黨黨主席郁慕明批評：「姚立明在一中兩國爭議後他就不是新黨人」。[9]
- 2016年4月，中國民間智庫有限公司李世衛投書BBC中文網，提出相同概念的「一個中國，兩個國家」。[10]
- 2016年10月，民進黨大老林濁水在東網專欄《兩國論的先行者》表示：「新黨是個小黨，竟然有18位有頭有臉的主張和特殊國與國一樣的一中兩國」，並表示「一個深藍的黨有這麼大比例的一群人提出革命性的一中兩國」。[11]